# Heinz Nicklich
Heinz Nicklich (* 11. August 1927) ist ein ehemaliger deutscher Fußballspieler, der in den 1950er Jahren für Rotation/Einheit Dresden in der DDR-Oberliga, der höchsten Spielklasse im DDR-Fußball aktiv war.

## Sportliche Laufbahn
Als viertjüngster Spieler der Mannschaft der SG Dresden-Mickten stand Nicklich am 10. April 1950 im entscheidenden Spiel um die sächsische Fußballmeisterschaft gegen die SG Lauter. Beim 3:1-Sieg von Mickten war Nicklich als halbrechter Stürmer eingesetzt worden. Zuvor war Nicklich mit der SG Mickten 1949 Pokalsieger geworden. Als Meister Sachsens nahmen die Dresdner an den Aufstiegsspielen zur DDR-Oberliga teil. Noch während der Aufstiegsrunde wurde die SG Mickten in die Betriebssportgemeinschaft (BSG) Sachsenverlag Dresden eingegliedert. In den Aufstiegsspielen erreichten die Dresdner vier Siege, drei Unentschieden und verloren ein Spiel. Von den 21 erzielten Toren schoss Nicklich fünf Treffer und half damit entscheidend zum 1. Platz in der Aufstiegsrunde mit, der den Dresdnern die Teilnahme an der Oberligasaison 1950/51 sicherte.
Zu Beginn der Oberligasaison 1950/51 änderte die BSG Sachsenverlag ihren Namen in BSG Rotation. Vom ersten Spieltag an stand Nicklich in der Oberligamannschaft und versäumte während der gesamten Spielzeit nur ein Punktspiel. In seinen 33 Einsätzen, bei denen er variabel auf allen Angriffspositionen spielte, erzielte er 24 Tore, war damit bester Torschütze seiner Mannschaft und landete auf Platz vier der Oberliga-Torschützenliste. Im August 1951 bestritt Nicklich bei den „Weltfestspielen der Jugend und Studenten“ mehrere Spiele mit der DDR-Studentenauswahl. 1951/52 kam er ununterbrochen in den ersten 20 Oberligaspielen zum Einsatz, danach hatte er mehrere Aussetzer, sodass er am Saisonende von 36 Punktspielen nur 27 Begegnungen absolviert hatte und mit neun Treffern nur drittbester Torschütze der BSG Rotation wurde. Nachdem sich Nicklich in der Saison 1952/53 schwer verletzte und nur sechs Oberligaspiele bestreiten konnten, kam er 1953/54 erst vom neunten Spieltag an wieder in die Oberligamannschaft und konnte noch 17 der 28 Punktspiele bestreiten. Während der Saison 1954/55 übernahm der neu gegründete SC Einheit Dresden die Fußballsektion der BSG Rotation. Erneut hatte Nicklich mehrere Ausfälle und kam nur in 17 der 26 Oberligaspiele zum Einsatz. Erstmals in seiner Oberligalaufbahn spielte der vorwiegend im Mittelfeld und erzielte demgemäß auch nur noch drei Tore. In den Spielzeiten 1956 und 1957 (Kalenderjahrsaison) bestritt er verletzungsbedingt nur noch zwei bzw. zwölf Oberligaspiele. Sein letztes Oberligaspiel absolvierte er 30-jährig am 14. Spieltag der Saison 1957 in der Begegnung Lok Stendal – SC Einheit (0:1), in der er noch einmal als Mittelstürmer in der Mannschaft stand. Es war sein 114. Oberliga-Meisterschaftsspiel, und er erzielte in dieser Zeit 45 Tore.